# Ruesga
Ruesga è un comune spagnolo di 1.185 abitanti situato nella comunità autonoma della Cantabria nella comarca de Asón.
Si trova all'interno della zona orientale della Cantabria in un territorio con piccole elevazioni alternate a praterie disseminate di capanne ricoveri del bestiame al pascolo, e con sistemi di montagne caratterizzati da formazioni carsiche con un ampio complesso di cavità e depressioni soprattutto nella località di Matienzo. Le altitudini sul livello del mare del territorio comunale vanno dalla quota minima di 105 metri alla massima di 1315 metri. Caratteristica nella zona carsica di Matienzo è la Polijé, depressione di 1 km di ampiezza e superficie piana coperta dai depositi di argilla derivanti dallo sfaldamento delle rocce, dichiarata Punto de interés geologico.  Il comune si compone di sei nuclei abitati: Calseca, Matienzo, Mentera Barcuelo, Ogarrio, Riva  e Valle. Il capoluogo è Riva che dista 49,3 km da Santander capitale della regione cantabra.
Come molti altri piccoli centri della Cantabria anche Ruesga nel secolo scorso ha subito un decremento demografico lento ma costante passando dai 3.829 abitanti del 1900 ai 1.185 del 2001 e la tendenza non sembra per ora variare. Le cause sono l'invecchiamento della popolazione (nel 2007 l'età media è stata calcolata in 46 anni, indice di prevalenza degli anziani e dei vecchi sui giovani) e il saldo migratorio negativo.
L'economia trae i suoi mezzi soprattutto dall'agricoltura e dall'allevamento del bestiame che impegnano il 36,2% del totale della popolazione attiva, di fronte all'11,4% dell'industria, al 14.5% dell'edilizia e al 46,6% del settore terziario dei servizi.

## Storia
Dalle diverse grotte con grafiti e disegni rupestri e dagli oggetti trovati dentro di esse si deduce che i primi uomini presenti in queste zone appartenevano al Paleolitico. Ad essi seguirono le residenze stabili delle tribù di celtocantabri e poi ci furono l'occupazione romana e il periodo visigota. Nel Medio Evo i primi riferimenti alle località che oggi formano il comune si hanno a partire dal 968 quando il Conte di Castiglia invitò tutti i suoi domini a contribuire a donazioni in favore del Monasterio de San Millan de la Cogolla. Da alcuni documenti risulta inoltre che il territorio di Ruesga era legato alla Colegiada de Valpuesta. Nell'XI secolo iniziarono a formarsi le signorie e la valle di Ruesga venne data assieme ad altri territori in signoria alla famiglia Velasco dal re Ferdinando IV, signoria che si consolidò con la conferma del re a Juan de Velasco. Gli eredi dei Velasco, i duchi di Friás nominarono propri corregidores, cioè governatori dei corregimientos (distretti territoriali), nelle valli di Ruesga, Soba e Villaverde con loro delegati nei singoli centri con funzioni di alcaldes (sindaci). 
Agli effetti militari però Ruesga dipese sempre dal corregidor reale delle cuatro villas de la mar. Questa situazione non cambiò fino al cosiddetto Triennio liberale dal 1820 al 1823 quando in Spagna fu posto ufficialmente fine al regime feudale. Nel 1822 Si formò il comune costituzionale nei limiti territoriali attuali e dipendenza dal partido judicial (distretto giuziario) di Liérganes. Nel 1835 il distretto giudiziario cambiò e fu quello di Ramales prima e poi quello di  Santoña e infine dal 1992 Ruesga fu assegnata al partido di Laredo dal quale dipende tuttora.

## Monumenti e luoghi d'interesse
Ruesga possiede un ricco patrimonio archeologico di grotte e caverne abitate da uomini della preistoria che vi hanno lasciato documenti della loro presenza. Fra queste si distinguono la Cueva de los Emboscados dichiarata bien de interés cultural per i suoi grafiti e i disegni rupestri, la Cueva de El Palatal o de Soleraña anche questa grotta dichiarata bene d'interesse culturale con grafiti rappresentanti animali.
La Cueva de Cuatribù  presenta alle pareti pitture nere di origini medioevali. Della architettura religiosa meritano la citazione le chiese di San Felix a Valle del XIV secolo, trasformata nel XVII, con una torre del 1625, di San Martin a Matienzo risalente al XIV secolo, finita nel XV e riformata nei secoli successivi, di San Esteban del XVI secolo a Matienzo, di San Miguel del XVI secolo in Ogarrio, di Nuestra Señora del XVI secolo in Riva, di San Pedro del XVII secolo in Mentera Barruelo, della Virgen del Carmenin Matienzo del XVII secolo e la Ermita de Nuestra Señora in Riva del XV secolo.
Fra l'architettura civile si distinguono le casas di Diego de Alvear in Ogarrio del 1592, di Federico Torres del Castillo dell'inizio del XX secolo in Valle, della famillia de la Secada in Matienzo del XVIII secolo, di Zorrilla Burgasin Ogarrio del XVIII secolo, di Villa Luisa in Valle del secolo scorso, le Escuelas y Casa consistorial del XX secolo in Riva e le scuole di Matienza in un edificio del 1888 e di Valle del 1890.

## Feste
La Romeria de Milagruco è una festa legata ad una leggenda secondo la quale in un castagneto presso il fiume Asón anticamente si riunivano le streghe in un sabba della mezzanotte. Una notte passarono di lì, diretti in pellegrinaggio alla Virgen del Milagro di Valle, alcuni soldati che videro vicino al fiume delle lingue di fuoco, si avvicinarono, videro le streghe e, invocando Dio, le fecero fuggire. Giunti a Valle raccontarono l'accaduto e all'alba la gente si mosse verso il castagneto dove vide le ceneri dei fuochi delle streghe, una grande pentola di rame e alcune bottiglie che sotterrarono subito. Nacque da questo episodio leggendario l'abitudine di effettuare ogni anno il 14 settembre una romeria non religiosa e solo festosa che chiamarono del Milagruco nel campo del sabba delle streghe. Ad essa partecipano anche abitanti di Ramales de la Victoria in gruppi famigliari e si dice che molti matrimoni sulla via della separazione si aggiustino in questa romeria. La diceria popolare giustifica questa proprietà affermando che nella concitazione della fuga le streghe avrebbero rovesciato delle bottiglie piene di pozioni di filtri d'amore impregnandone il terreno che conserverebbe questa proprietà. In questo giorno si svolge anche un mercato di prodotti tipici della Cantabria. Altre feste popolari, di carattere sacro e profano insieme secondo la consuetudine spagnola, sono: San Bernabé il giorno 11 giugno a Mentera Barruelo, Santa Ana il 26 luglio a Riva, San Valentin il giorno dopo ancora a Riva, San Felix a Valle il 1º agosto, San Esteban il 3 agosto in Mentera Barruelo, El Milagro in Valle dal 2 al 4 settembre, che è la festa più importante del municipio nella quale è consuetudine accendere una candela. La festa inizia con la messa solenne, che è seguita da una romeria a cui partecipano anche donne di Noja, Sandoña e Laredo per chiedere grazie alla Madonna e da manifestazioni ludiche varie, Nuestra Señora del Rosario in Matienzo la prima domenica di ottobre e infine San Martin il giorno 11 di novembre in Matienzo.